# Liaquat Ahamed
Liaquat Ahamed (?, 1952 –) amerikai író.

## Élete és munkája
Liaquat Ahamed Kenyában született, ahová nagyapja a 19. század végén az indiai Gudzsarátból vándorolt ki Zanzibáron keresztül. Az angliai Rugby Schoolban, a cambridge-i Trinity College-ban és a Harvard Egyetemen tanult.
Dolgozott a Világbanknál Washington D.C.-ben, ahol a bank befektetési részlegét vezette, valamint a Fischer, Francis Trees and Watts New York-i székhelyű társulásnál, a BNP Paribas fix kamatozású üzletágánál és leányvállalatánál, ahol befektetési vezérigazgatóként, majd 2001 és 2004 között vezérigazgatóként tevékenykedett. 2007 októberétől az Aspen Insurance Holdings igazgatója, emellett több fedezeti alapnak, köztük a Rock Creek Groupnak és a The Rohatyn Groupnak is tanácsot ad. (2010-től) a Brookings Institution kuratóriumának tagja, és részt vesz a New America Foundation munkájában.
Ahamed a Red Wine Pictures nevű produkciós cégén keresztül producere volt a 2006-os, Irakban játszódó The Situation című filmnek.

## Lords of Finance
Ahamed a Lords of Finance: The Bankers Who Broke the World (2009) című könyv szerzője. A könyv elnyerte a 2010-es Pulitzer Történelmi Díjat, a 2010-es Spear's Book Award (Az év pénzügyi történeti könyve), a 2010-es Arthur Ross Book Award Gold Medal, a 2009-es Financial Times és Goldman Sachs „Az év üzleti könyve díj”at (Business Book of the Year Award). 2009-ben a Time magazin, a New York Times és az Amazon.com „Az év legjobb könyvei” című listáin szerepelt. A könyv a Samuel Johnson-díj jelöltjei közé került. Kiadója a Penguin Books (USA) Inc. ISBN 978-1-59420-182-0
A könyv az 1929-es fekete keddi tőzsdekrachot megelőző eseményeket és a világ nagy központi bankjainak katasztrofális reakcióját mutatja be. Végigköveti a központi bankok akkori vezetőinek életét és tetteit: Benjamin Strong Jr. a New York-i Federal Reserve, Montagu Norman a Bank of England, Émile Moreau a Banque de France és Hjalmar Schacht a Reichsbank vezetője. John Maynard Keynes, a kor ismert brit közgazdásza többször is megjelenik a könyvben a központi bankárokkal szembenálló szerepben. A könyv fő témája az a szerep, amelyet a központi bankárok ragaszkodása játszik az aranystandardhoz „még a teljes katasztrófával szemben is”.
2012 júniusában maga Ahamed is hasonló párhuzamot vont a Financial Times hasábjain, mondván, hogy „az elmúlt hónapokban, ahogy az európai válság kicsúszott az irányítás alól”, attól kezdett tartani, hogy „a világ valójában megismétli ugyanazokat a hibákat”, mint az 1920-as és 1930-as években. Bár a 21. századi központi bankárok és bankok merőben különböznek 19. századi elődeiktől, Ahamed szerint „miközben a világgazdaság mozgásba hozására nem konvencionális monetáris eszközökkel kísérleteznek, ironikus módon előfordulhat, hogy a sokéves képzésük kevésbé hasznos, mint az ösztöneik. ... [A] mai bankárok attól tartanak, hogy ugyanazok a megoldhatatlan tényezők, amelyekkel az 1930-as években elődeiknek kellett megküzdeniük, ismét úrrá lesznek rajtuk”. Ahamed rámutatott, hogy Franciaország volt az 1930-as évek Európájának legerősebb gazdasága és pénzügyi rendszere, miközben Németország tántorog. És ahogyan Németország látszólag 2012-ben, Franciaország az 1930-as években sem tudta megtalálni a módját annak, hogy erejét szomszédja megsegítésére használja fel. Ahamed 2012 júniusában egy kérdéssel zárta előadását: „Ha a következő néhány hónapban pénzügyi baleset történik Európában, ami valószínűsíthető, van-e olyan európai intézmény, amelyik hajlandó és képes ilyen gyorsan és olyan lendülettel cselekedni [mint a 2008-as, Lehman-csőd korszakában az amerikai Fed és a pénzügyminisztérium] a katasztrófa megelőzése érdekében?”.

## Magánélete
Ahamed a nizari iszmáilita síita szektából származik, és nem gyakorló muzulmán. Felesége, Meenakshi „Meena” Singh indiai szabadúszó újságíró, aki az Orvosok Határok Nélkül és más jótékonysági szervezetek mellett tevékenykedik. Lányuk, Tara a színész Jonathan Tucker felesége.

## Magyarul megjelent
- A pénzvilág urai. Központi bankárok, akik csődbe vitték a világot (Lords of Finance: The Bankers Who Broke the World) – Corvina, Budapest, 2012 · ISBN 9789631361049 · Fordította, előszó: Felcsuti Péter

## Fordítás
- Ez a szócikk részben vagy egészben  a   Liaquat Ahamed című angol Wikipédia-szócikk fordításán alapul.  Az eredeti cikk szerkesztőit annak laptörténete sorolja fel. Ez a jelzés csupán a megfogalmazás eredetét és a szerzői jogokat jelzi, nem szolgál a cikkben szereplő információk forrásmegjelöléseként.